# Ivan Ekedahl
Ivan Birger Ekedahl, född 9 juni 1908 i Sankt Pers församling, Linköpings stift i Vadstena, död 31 augusti 1998 i Linköping, var en svensk konstnär. Föräldrarna var bokhållaren och fastighetsägaren Birger Ekedahl samt Olga Johnsson.
Ekedahl studerade två terminer vid Gottfrid Larssons målarskola och fortsatte därefter studierna vid Konsthögskolan i Stockholm 1930–1936 samt under studieresor till Norge och Danmark. Tillsammans med Karl Rosell ställde han ut på Rålambshof i Stockholm 1946. Hans måleri har koloristisk och personlig nerv.
När Ekedahl ställde ut för andra gången i sitt liv 1998, samma år som han fyllde 90 år, väckte det en berättigad sensation. Hans utställning var en färgexplosion som med ens ställde honom i främsta ledet bland skildrare av det östgötska landskapet. Under mer än 60 år hade han samlat sina målningar som skissmaterial, oftast liggande i högar med måleri på båda sidor av duken. Endast ett fåtal personer hade sett hans måleri i ateljén och han hade hållit sig väl dold för utomståendes granskande blickar. Han växte upp i Linköping och gick på den Tekniska skolan i staden. Som ung tecknade och målade han och gjorde tidiga illustrationer, som han sålde till bland andra Östgöta Correspondenten. Efter två år på Konstskolan fortsatte Ekedahl på Konstakademien 1930. Där hade han i början Gösta von Hennigs som lärare och senare kom han att tillhöra Otte Skölds elever i måleri, medan Albert Engström var hans lärare i teckning. För Hökerbergs förlag gjorde han en rad bokomslag, vilket hjälpte upp ekonomin. Det var den blonda färgromantiken i Matisseskolans efterföljd med det svenska landskapet som motiv, som Ekedahl i likhet med sina generationskamrater sökte sig till. Några målningar från ateljén i Gamla stan med Västerlånggatans myllrande liv eller hustakens mångfald av former visar en påfallande frihet i form och rytm, som tillsammans med hans fria sätt att behandla färgen gör dessa målningar till ypperliga exempel på hans självständighet som målare. I en målning med blå hustak har den expressiva färgbehandlingen nästa blivit våldsam liksom i Kärna kyrka, där den vita kyrkans fasta form bryts av solljus och skuggor i en kraftfull färgskala. Det är starka målningar som kan jämföras med Göteborgskoloristernas men också med en tidigare generation färgexpressionister som Tor Bjurström och Gösta Sandels. 
Ekedahl tjänstgjorde som luftbevakare och vistades långa tider i Norrbotten, där han trivdes ganska väl med det lättjefulla liv som väntan innebar. Han skrev i sina kortfattade brev från den här tiden att han ändå målade landskapet i närheten av Kiruna. Omkring 1950 drabbades han av psykiska störningar och ett brev från Louis Lindholm visar på att deras diskussioner om psykisk ohälsa och jagfixering, som lett till en djupare kris om hans egen förmåga och begåvning som målare. Han vistades i Spanien under korta perioder från 1953 till in på 1970-talet, ibland tillsammans med linköpingskonstnären Ivar Hammarlund. Det starka solljuset och de starka färgerna passade också hans måleri och han höjde ofta färgskalan i de spanska motiven. Även de många målningar, som han gjorde med utsikten från ateljén på Östgötagatan i Linköping, karakteriseras av färgspråket. Utsikten mot Linköpings domkyrka har resulterat i många bilder under årens lopp, där färgens skiftningar i olika ljus har varit ledmotivet. Ekedahl är en färgexpressionist av ovanliga mått och har utfört några av de märkligaste östgötska landskapsbilderna från efterkrigstiden. Det fanns hos Ekedahl en brist på självförtroende. Det innebar att han aldrig fann sina verk tillräckligt bra, även om hans många kvinnliga vänner och modeller uppmuntrade honom, så isolerade han sig mer och mer från sina konstnärskamrater.